# أتيلا (بازيليكاتا)
أتيلا (بالإيطالية: Atella)‏ هي بلدية في مقاطعة بوتنسا في إقليم بازيليكاتا الإيطالي.

## السكان
في سنة 1861 بلغ عدد السكان 1٬999 نسمة، وتطور العدد ليصل في سنة 2011 لـ 3٬863 نسمة.
يظهر هذا المخطط البياني تطور النمو السكاني لـ أتيلا (بازيليكاتا)

## التاريخ
هناك بعض الافتراضات التي تحدد أكثر القديمة الأصلية للمدينة. يعتقد البعض أن أتيلا كانت قد تأسست في القرن الثالث قبل الميلاد من قبل اللاجئين القادمين من كامبانا (المدينة)، أو أنها بنيت على أنقاض بلدة أخرى (سيلينا)، من قبل الشاعر الروماني فيرجيل المذكور في اينييد. على الرغم من بعض النتائج باعتبارها مقبرة في القرن الرابع قبل الميلاد والقبر من فترة الإمبراطورية الرومانية (الآن في المتحف الأثري الوطني نابولي) ويبدو أنه يبرهن على وجود أصول أكثر من القديمة المعترف بها حاليا.
كانت معظم سكان أتيلا من مناطق Rionero، Monticchio Lagopesole Agromonte، Balvano، Caldane، وسانت اندرو وأماكن أخرى في المنطقة. و في ظل حكومة الأنجيفي، أصبحت أتيلا مركزا عسكريا واقتصاديا مهما جدا، لتكون، في ذلك الوقت، واحدة من أغنى المدن في بازيليكاتا و، بسبب تطورها المستمر استمرت الزيادة السكانية .
اختفي عهد من السلام والرخاء لقرن في أتيلا . وظهر الانخفاض التدريجي للسكان ، وذلك بسبب عمليات النهب المتكررة، وتبديل مستمر من صاحب الأرض واحدة إلى أخرى، والزلازل العنيفة.
عام 1423، أصبحت المدينة إقطاعية جون كاراتشيولو بينما. وفي 1496 ,أقيل من قبل الجيش الفرنسي جيلبرت من مونتبينسير والعامة أراغون غزا عام 1502 عن طريق جونزالو فرنانديز دي كوردوبا بعد حصار دام 30 يوما.

## من أهم المعالم

### كنيسة سانت لوسيا
تأسست في عام 1389 وخضعت لإعادة هيكلة كبيرة في 1694. المربات داخل لوحة جدارية القرن الخامس عشر سيدة الجبر، اكتشف في عام 1851، عندما ضرب زلزال هائل المنطقة من العقاب. يعتبر الهواء الطلق من قبل بعض «معجزة» لأنها فشلت في حماية أتيلا من الزلزال، الذي تسبب في وفاة اثنين فقط، في حين سجلت في البلدات المجاورة أضرار كبيرة في الممتلكات والأشخاص. ضرب هذا الحدث خارق المزعومة حتى الملك فرديناند الثاني من الصقليتين، في زيارة المنطقة، أراد أن يعجب العمل بأم عينيه، وأمر بالإسراع في العمل. كما قدم منحة قدرها 1،500 دوقية لإعادة بناء الكنيسة.

### دير راهبات البينديكتين
بنيت في القرن الخامس عشر مع تمويل دي ناردو، وهو واحد من أنبل عائلات أتيلا، الذي توفي عام 1426. تتكون من قبة واحد،ة وبناء على مستويين حول اثنين من الأديرة أكثرها شكل منتظم الصغيرة هي أقدم ويتكون من البوابات والنوافذ الحجرية المنحوتة.

### المنطقة الأثرية العصر الحجري القديم
يقع بالقرب من مقبرة أتيلا، به قطع أثرية تشهد على وجود المستوطنات في أراضي عصور ما قبل التاريخ. الجدير بالذكر هي الأحفوريات من الماموث الذي عاش على الأرجح بين 650،000 و 550،000 سنة مضت.
يشهد منطقة أن هذا المكان كان يسكنها جماعات من الإنسان المنتصب الذي يصطاد الحيوانات مثل البيسون، الفيل وغيرها مع الأسلحة المصنوعة من الحجر.